# Rachela Szalit-Marcus
Rachela Szalit-Marcus; także: Rachel, Rahel; (ur. 3 lipca 1892 lub 1894 w Kownie lub Chjentach, lub w Telszach, w guberni kowieńskiej, zm. w 1942 r. w obozie zagłady Auschwitz-Birkenau) – polsko-niemiecka malarka i ilustratorka.

## Życiorys
Dorastała w żydowskiej rodzinie robotniczej w Łodzi, będącej wówczas pod zaborem rosyjskim. Gdy miała 16 lat, rodzice, traktując poważnie talent malarski córki, wysłali ją na studia do Monachium. W 1911 rozpoczęła studia w tamtejszej Akademii Sztuk Pięknych. Poznała tam innych łódzkich malarzy: Henryka Epsteina i Marcelego Słodkiego. W 1916 przeniosła się do Berlina, gdzie dołączyła do ekspresjonistycznego kolektywu Grupa Listopadowa (niem. Novembergruppe). Wystawiała też swoje prace z artystami skupionymi wokół tzw. Berlińskiej Secesji (niem. Berliner Secession).
W Berlinie poznała także swojego przyszłego męża - żydowskiego aktora, Juliusa Szalita. Niedługo po ślubie, mąż artystki popełnił samobójstwo (28 sierpnia 1919 roku). 
Pod wpływem narastającej opresji ze strony nazistów wobec osób żydowskiego pochodzenia, w 1933 roku malarka uciekła do Francji. Działała tam w kręgu artystów skupionych wokół École de Paris. Po zajęciu Francji przez Niemcy została aresztowana i wysłana transportem więziennym do niemieckiego obozu zagłady w Auschwitz-Birkenau, gdzie zmarła w 1942 r.

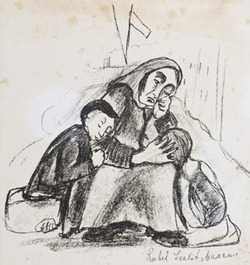
Ilustracja R. Szalit-Marcus z Motl Peysi dem hazens yingel [Motel, syn kantora] Szolema Alejchema

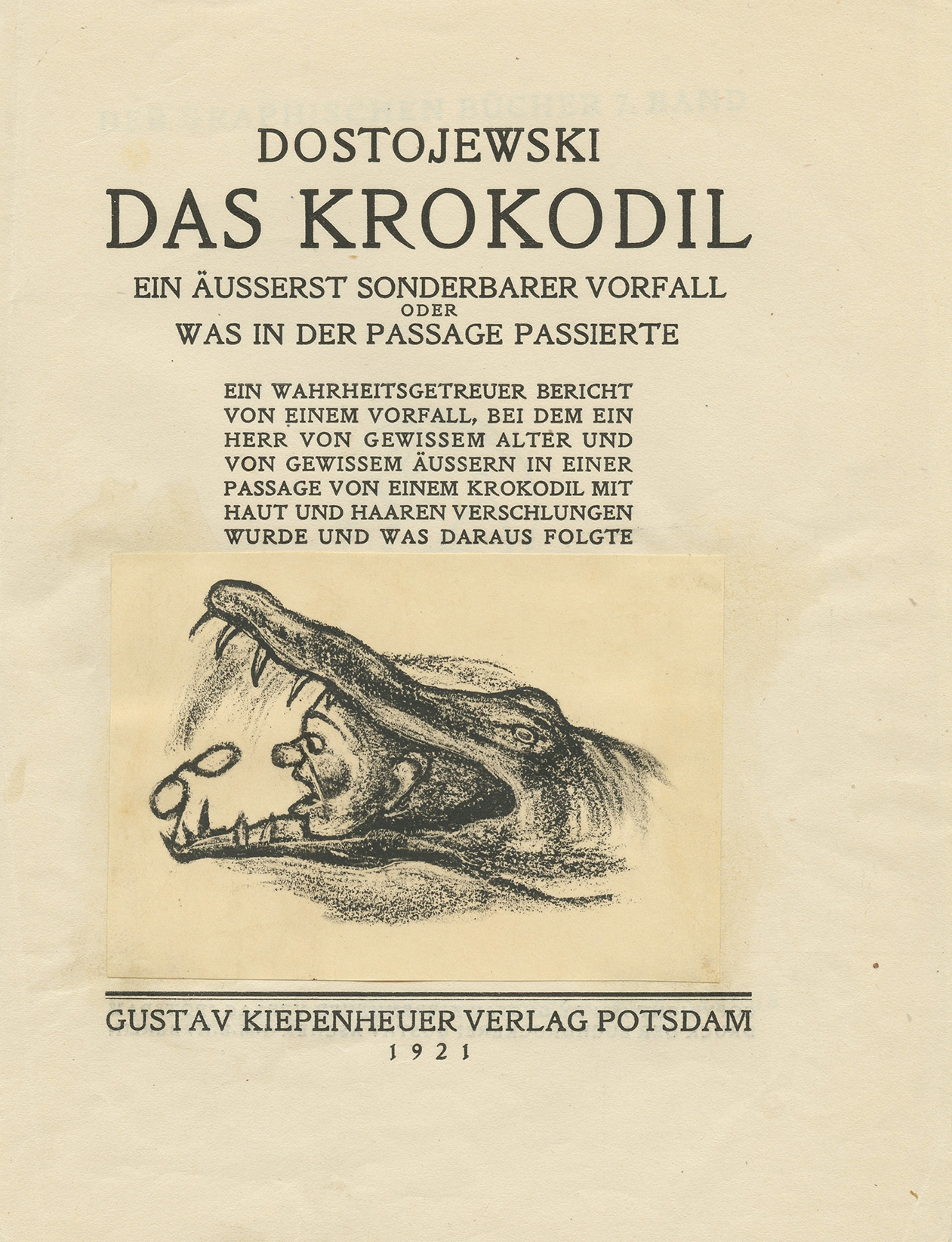
Okładka Krokodyla Lwa Tołstoja - ilustracja R. Szalit-Marcus

## Twórczość
W trakcie deportacji jej pracownia została zniszczona, akwarele i obrazy olejne zaginęły. Do tego momentu artystka malowała martwe natury, portrety, kompozycje kwiatowe. Charakterystycznie deformowała rysowane postaci.
Najbardziej znane są jej litograficzne i akwafortowe prace, którymi ilustrowała książki różnych autorów. 

### Ilustracje, m.in. w
- Opowieści rabina Nachmana - Martin Buber;
- Fischke Krumm, 1922 - Mendele Mojcher Sforim; 16 litografii
- Melodie hebrajskie,1923 - Chaim Nachman Bialik i Heinrich Heine; 12 litografii
- Krokodyl..., 1923 - Fiodor Dostojewski; 12 litografii
- Sonata Kreutzerowska - Lew Tołstoj